# Rosita (træ)
Rosita (latin: Hyeronima alchorneoides Allem.), også kaldet Jaca, Ocuje og Bare, er en tung, hård og mørk træart, som vokser i Mellem- og Sydamerikas regnskove. Den er medlem af plantefamilien Euphorbiaceae.
Rosita vokser i Mellemamerika fra Mexico og Belize ned til Panama, og i Sydamerika i Colombia, Peru og Brasilien. I Honduras vokser arten særligt i de våde, tropiske skove i Atlanterhavets tidevandszone, Colon, Gracias a Dios, Olancho, Yoro og Comayagua.

## Udvinding i Honduras
I Honduras distribueres træet blandt andet af skov-kooperativet COATLAHL, som ligger i bjergkæden Nombre de Dios på Honduras’ østkyst. Træet udvindes fra skovområder placeret i zoner der støder op til tre sammenhængende beskyttede områder i bjergkæden: Pico Bonito Nationalparken, Nombre de Dios Nationalparken og Texiguat Vildtreservatet. Skovene er FSC-mærkede, hvilket vil sige, at der ikke fældes mere træ end skoven kan nå at reproducere, og at skoven ikke tager skade af fældningen.
Den udvinding, der her udføres af de lokale samfund, er rudimentær, hvorfor påvirkning af biodiversitet, jord, vand og naturskønhed er minimal. Træet saves i blokke i skoven og bæres siden ud af skove ved hjælp af muldyr, floder eller menneskekraft. Kooperativet samarbejder med den danske miljøorganisation Verdens Skove, som støtter kooperativer i området i deres skovforvaltning og forarbejdning og salg af træprodukter. Ifølge Verdens Skove er samarbejdet et forsøg på at give regnskoven værdi, og dermed skabe incitament til dens bevarelse, og desuden skabe bedre levevilkår for områdets beboere. 

## Egenskaber
Rositatræ har en mørk, rødbrun farve med en mat overflade og en medium til grov tekstur. Træet har en interlocked grain og årerne er fremtrædende. Træet er desuden uden smag og duft.
Træet har en middeldensitet på 630 kg/m3 og er dermed en meget tung træart, og med en middel hårdhed (Janka 703 kg). Bevægelighed (4,93%) og elasticitet (122641 kg/cm2) er begge middel.
Træet er i nogen grad svært at tørre, hvad enten det tørres naturligt eller i en ovn. Det tørrer meget hurtigt og kan udvikle defekter. Siden tømmeret kan forvrænges under lufttørring, anbefales det at tørringsprocessen udføres udelukkende inden døre.
Træet er desuden meget holdbart og modstandsdygtigt overfor henfald, svampeangreb og termitter.
Rositatræ er i nogen grad let at save og bearbejde med håndværktøj. Det er udmærket til drejearbejde og til at bore huller i, forme og slibe, men meget hårdt, således at huller til søm skal bores på forhånd. Træet skal overfladebehandles med mindst tre lag for at fylde træets store porer, og vil da stå flot. På grund af træets naturlige skønhed, anbefales en transparent overfladebehandling..

## Anvendelse
Rosita er velegnet til flere formål, såsom møbler, som gulvbelægning, dekorativ finering og andet snedkerarbejde. Da træet er meget tungt egner det sig bedst til møbler, som bliver stående på samme sted, såsom skabe, og alternativt flytbare møbler i mindre størrelser.
Kooperativet COATLAHL fremstiller en stribe produkter af Rosita, blandt andet køkkenudstyr som skærebrædder, bakker og bordskånere, samt større møbler som borde og senge.
I Danmark har designer Steen Higham arbejdet med Rosita-træ i det store vægobjekt fra kollektionen AIX Objects, som han lavede til Venice Design Biennale 2017. Her kombinerede han Rosita med en anden træsort, også udvundet fra Honduras’ regnskove, kaldet Santa Maria. Projektet blev udført i samarbejde med Verdens Skove, COATAHL og FSC Danmark ud fra et ønske om at aktivere Honduras’ uudnyttede ressourcer på en forsvarlig og bæredygtig måde. 

## Eksterne Links
- Steen Higham på Statens Værksteder for Kunst
- AIX Objects (Webside ikke længere tilgængelig)

| Portal | Portal:Bagom Kunst og Design - metoder og materialer |